# 표트르 라브로프

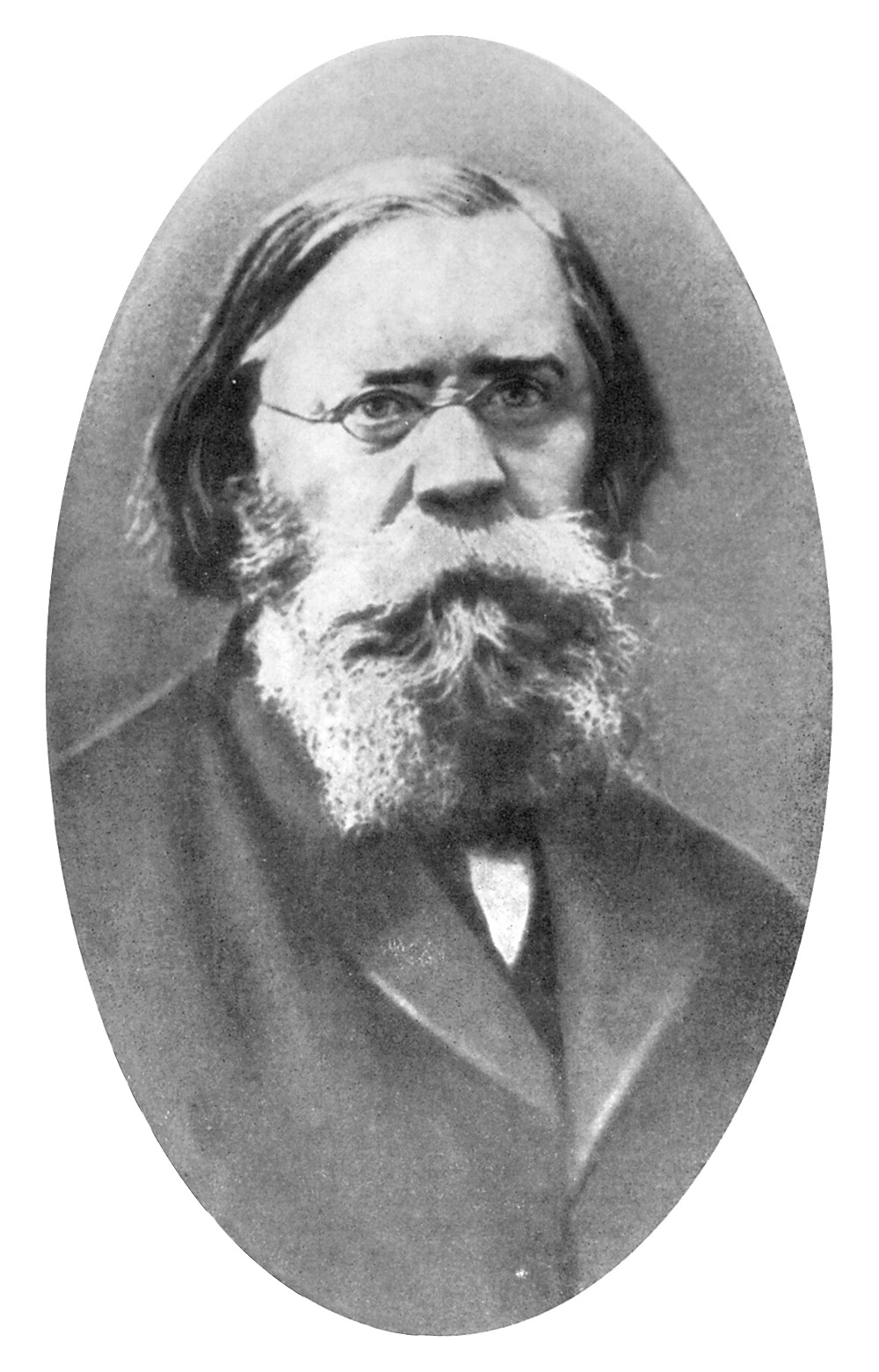
표트르 라브로프

표트르 라브로비치 라브로프(러시아어: Пётр Ла́врович Лавро́в, 가명: 미르토프(러시아어: Миртов), 1823년 6월 14일(율리우스력 6월 2일) ~ 1900년 2월 6일(율리우스력 1월 25일))는 러시아의 인민주의 작가, 역사가, 철학자, 혁명가, 사회학자이다.

## 생애
1823년 6월 14일에 러시아 제국 프스코프현의 유복한 귀족 가정에서 태어났으며 1842년에 군사 학교를 졸업하고 장교로 복무했다. 자연과학·논리학·철학·역사에 뛰어났고 1844년부터 1866년까지 군사 학교에서 수학 교수로 근무했다. 1862년에 러시아 최초의 인민주의(나로드니키) 단체인 토지와 자유에 합류하면서 혁명 운동에 참가했다가 1866년에 체포되었고 1868년에 우랄산맥으로 귀양을 갔다. 1870년에 해외로 탈출하여 프랑스 파리에 본부를 두고 있던 국제노동자협회에서 활동했다.
1870년에 《역사 서한》을 출간하여 파리 코뮌, 제1인터내셔널에도 참가했고 영국 런던에 거주하고 있던 카를 마르크스, 프리드리히 엥겔스를 만나기도 했다. 1872년 11월에 스위스 취리히를 방문하여 당시 로카르노에 거주하고 있던 미하일 바쿠닌과 연락해 잡지에 협조를 구했다. 하지만 바쿠닌 측이 편집 참여를 조건으로 제시하는 바람에 12월에 결렬되었다.
1873년부터 1877년까지 스위스 제네바에서 잡지 《전진》을 발행하면서 인민주의를 선전했다. 1875년에는 프랑스의 국가인 《마르세유의 노래》(라 마르세예즈)에 선율을 맞춘 시 《노동자 마르세예즈》의 가사를 작사했는데 1917년에 일어난 러시아 혁명을 계기로 탄생한 러시아 임시 정부의 국가로도 사용되었다. 1883년부터 1887년까지 알렉산드르 2세 황제 암살 사건을 일으킨 러시아의 인민주의 테러 조직이었던 인민의 의지당의 기관지인 《인민의 의지당 통보》를 발행했다. 1900년 2월 6일에 프랑스 파리에 위치한 자택에서 향년 67세를 일기로 사망했다.

## 사상
표트르 라브로프는 사회 혁명을 위한 인민의 교육과 준비, 이를 위한 선전 활동의 필요를 주창했다. 라브로프는 알렉산드르 게르첸이 발행했던 《종》을 계승한 잡지를 출간했고 처음에는 유럽의 사회주의 사상을 러시아에 적용하려고 했다. 그러나 스위스에 망명해 있던 젊은 세대의 러시아인들을 만나면서 보다 급진적인 행동을 요구받게 된다.
라브로프는 자신의 저서인 《역사 서한》을 통해 사회학에서 주관적 방법을 주장했다. 즉 '비판적으로 사고하는 개인', 굳건한 의지를 가진 '영웅'을 국민 대중에 선행하는 자로 제시하면서 역사에서 인텔리겐치아(지식인)의 역할이야말로 러시아에서는 결정적인 요소라고 설명했다. 이는 인민주의 운동이 1870년대 말에는 '인민 속으로 가기'를 거부하고 테러리즘으로 방침을 전환한 사실과 호응한다.
라브로프는 특권층의 문화는 노동하는 계급의 희생으로 가능했던 그 부채는 갚아야 한다고 생각했다. 이는 "문화 자체에 대한 적의는 아니지만 문화라는 것이 죄인가, 아닌가?"라는 물음에 직면하고 있다. 인민에게 이익이 되지 않으면 문화에 존재할 이유가 없다는 라브로프의 입장은 비사리온 벨린스키, 니콜라이 체르니솁스키, 레프 톨스토이를 비롯한 여러 인텔리겐치아들의 사상과의 공통점을 갖고 있다.